# Liste der Monuments historiques in Marolles-en-Brie (Val-de-Marne)
Die Liste der Monuments historiques in Marolles-en-Brie (Val-de-Marne) führt die Monuments historiques in der französischen Stadt Marolles-en-Brie auf.

## Liste der Bauwerke
| Bezeichnung                 | Beschreibung | Standort                                      | Kennzeichnung | Schutzstatus | Datum | Bild           |
| --------------------------- | ------------ | --------------------------------------------- | ------------- | ------------ | ----- | -------------- |
| Château du Buisson          | Schloss      | 2-4, avenue du Buisson (Lage)                 | PA00079890    | Inscrit      | 1975  |                |
| Château du Prieuré          | Schloss      | 2, rue Pierre-Bezançon (Lage)                 | PA00079891    | Inscrit      | 1978  | weitere Bilder |
| Kirche St-Julien-de-Brioude |              | 2, rue Pierre-Bezançon (Lage)                 | PA00079892    | Classé       | 1909  | weitere Bilder |
| Maison de la Belle Image    |              | Rue du Pressoir Rue du Chemin-des-Clos (Lage) | PA00079893    | Classé       | 1972  | weitere Bilder |

## Liste der Objekte

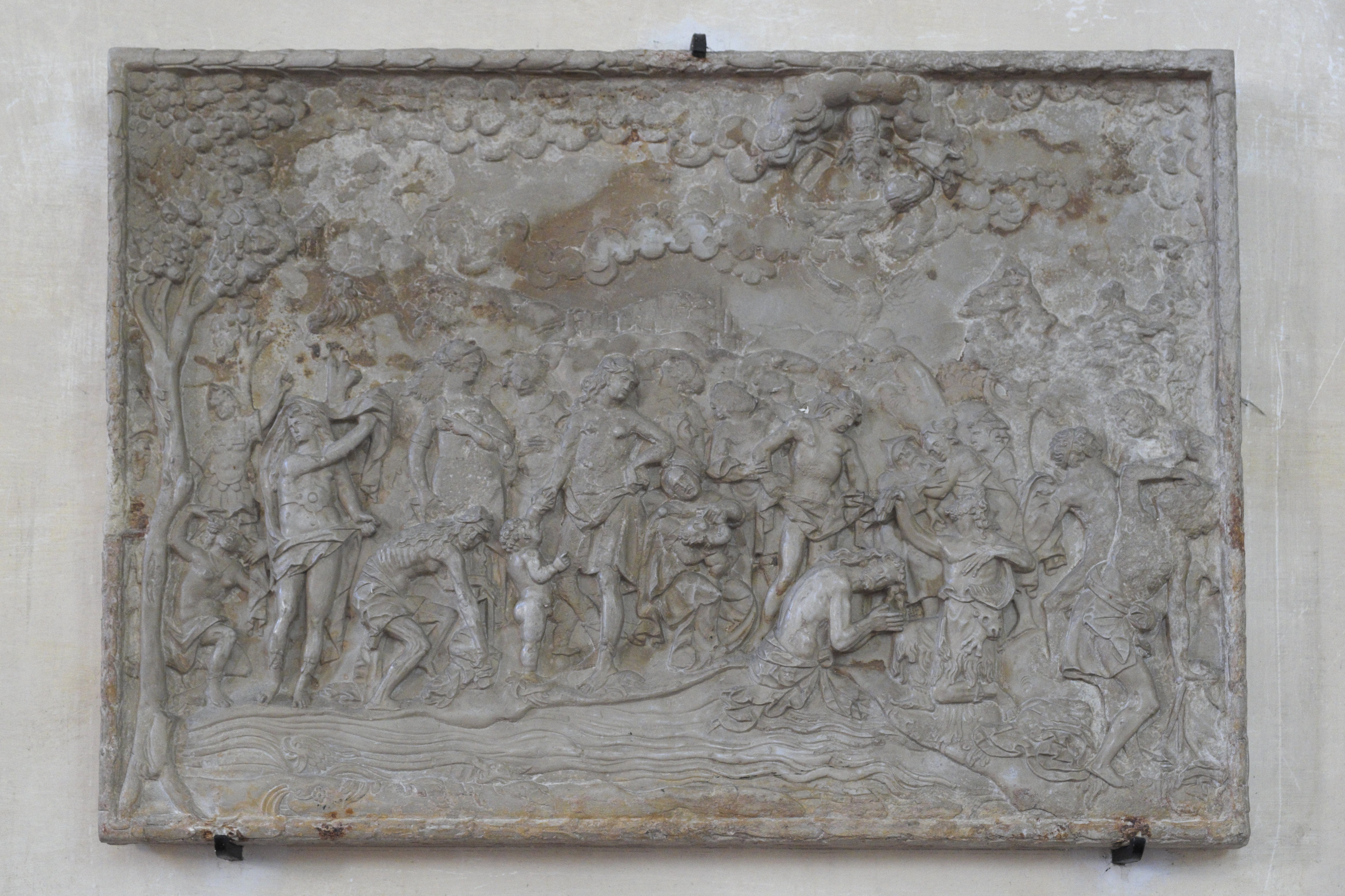
Relief aus dem 16. Jahrhundert mit der Darstellung der Taufe Christi in der Kirche St-Julien-de-Brioude

- Monuments historiques (Objekte) in Marolles-en-Brie (Val-de-Marne) in der Base Palissy des französischen Kultusministeriums